# Энсьерро

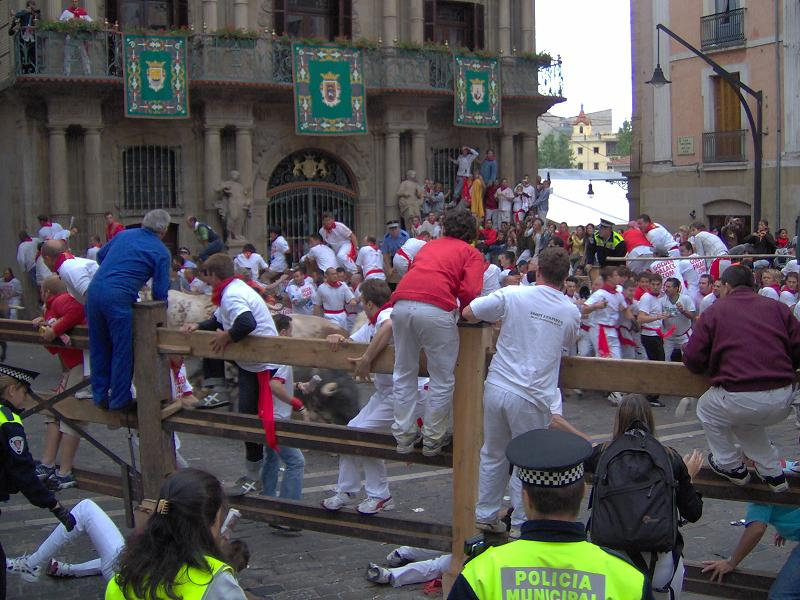
Энсьерро в Памплоне

Энсье́рро (исп. encierro, от encerrar — запирать) — испанский национальный обычай, состоящий в убегании от специально выпущенных из загона быков, коров или телят.
Прогон быков или коров и убегание от них вообще до сих пор является распространённым развлечением в сельской местности Испании. В ряде посёлков, например, в Сегорбе, (провинция Кастельон) прогон быков всадниками является частью местных праздников. Слово «энсьерро», однако, применимо только к прогону быков в городских условиях, обычно из загона к арене для боя быков (поэтому энсьерро может рассматриваться как своеобразный пролог корриды). Подобная традиция существовала в нескольких городках Англии, где погоня за быком (Bull running, Bull-running) проводилась до 1839 года.
Самое известное энсьерро в Испании — в городе Памплона в период праздников Св. Фермина (с 7 по 14 июля ежедневно утром). Международную известность этому празднику принёс Э. Хемингуэй романом «И восходит солнце (Фиеста)». Также очень известна в Испании «маленькая Памплона» — энсьерро в пригороде Мадрида Сан-Себастьян-де-лос-Рейес (неделя, на которую приходится 28 августа). 
За пределами Испании известный прогон быков организуется во французской Байонне.
Весь маршрут пробега (от загона до арены по городским улицам) огораживается деревянными барьерами из брусьев, на которые достаточно легко залезть (или подлезть под них). Длина маршрута — около 1 км. Бегунами могут быть все желающие — в первую очередь это члены местных клубов любителей корриды (которых можно узнать по своеобразной униформе) и иностранные туристы (в 2014 году 56% участников Сан-Фермина были иностранцами, в некоторые годы этот показатель достигал 70%; больше всех на праздник съезжается граждан США  — 24% от общего числа, австралийцев и новозеландцев — 11%, британцев — 4%. Как правило, эти люди мало представляют, с чем им придется столкнуться на энсьеррос — именно новички, по статистике, в большинстве являются пострадавшими в забеге с быками). Организаторы стремятся не допускать на забег людей, находящихся под воздействием алкоголя или наркотиков, но это удаётся не всегда. Именно пьяные туристы чаще всего получают травмы в ходе энсьерро.
Бегуны становятся в нескольких точках по маршруту забега (которые могут быть отгорожены особыми воротами). Совсем необязательно пробежать полную дистанцию, хотя бы потому, что это опасно для жизни. Местные бегуны зачастую пробегают только половину пути. 

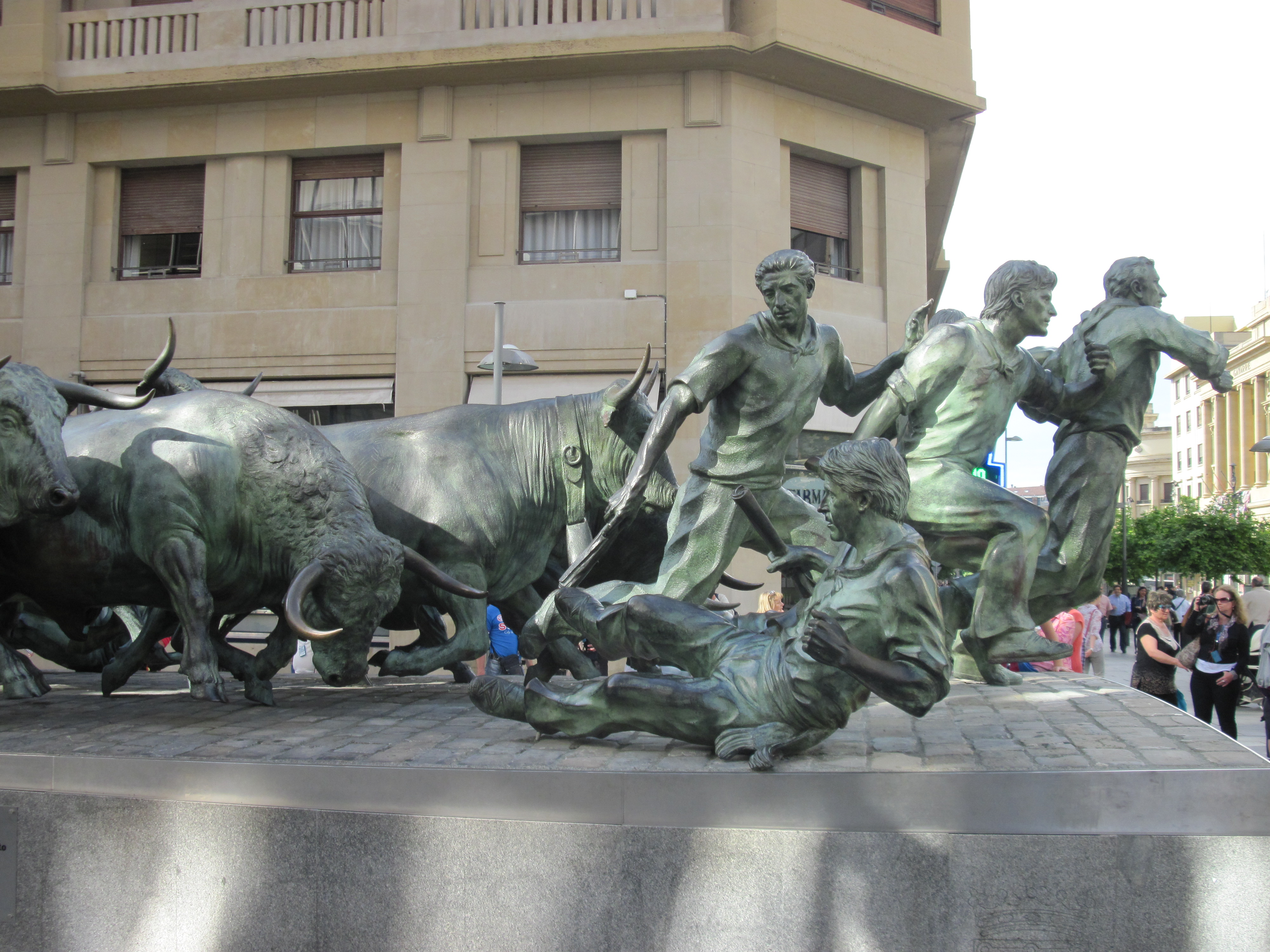
Памятник в Памплоне

О начале энсьерро возвещает петарда (chupinazo). Быки (специально предназначенные для этого быки cabestros) выпускаются из загона и бегут по улице, а люди убегают от них, причём зачастую держась как можно ближе к быкам. Затем, после выхода на площадь (у ворот которой создаётся наибольшая давка), праздник может продолжаться играми с быками или телятами. Многие бегуны падают (в этом случае не следует вставать, пока быки не пробежали), нередко быки наносят им травмы. Рекордным по количеству жертв стал 1924 год, когда быки растерзали 13 и ранили 200 человек. С 1924 года в Памплоне во время забегов погибли 14 человек. Последние два несчастных случая со смертельным исходом во время «Энсьерро» произошли в Памплоне в 1995 и в 2009 годах: в 1995 году бык затоптал 22-летнего американца, в 2009 году погиб 27-летний мужчина (на последнем участке пути, перед самым входом на стадион, бык по кличке Капучино поднял на рога четырёх мужчин и около десяти сбил с ног; одному из бежавших рог попал в артерию. В тяжёлом состоянии он был доставлен в больницу, где позднее скончался).
Движения за права животных проводят протесты против энсьерро, в том числе в форме «человеческих энсьерро».